# Voiturette

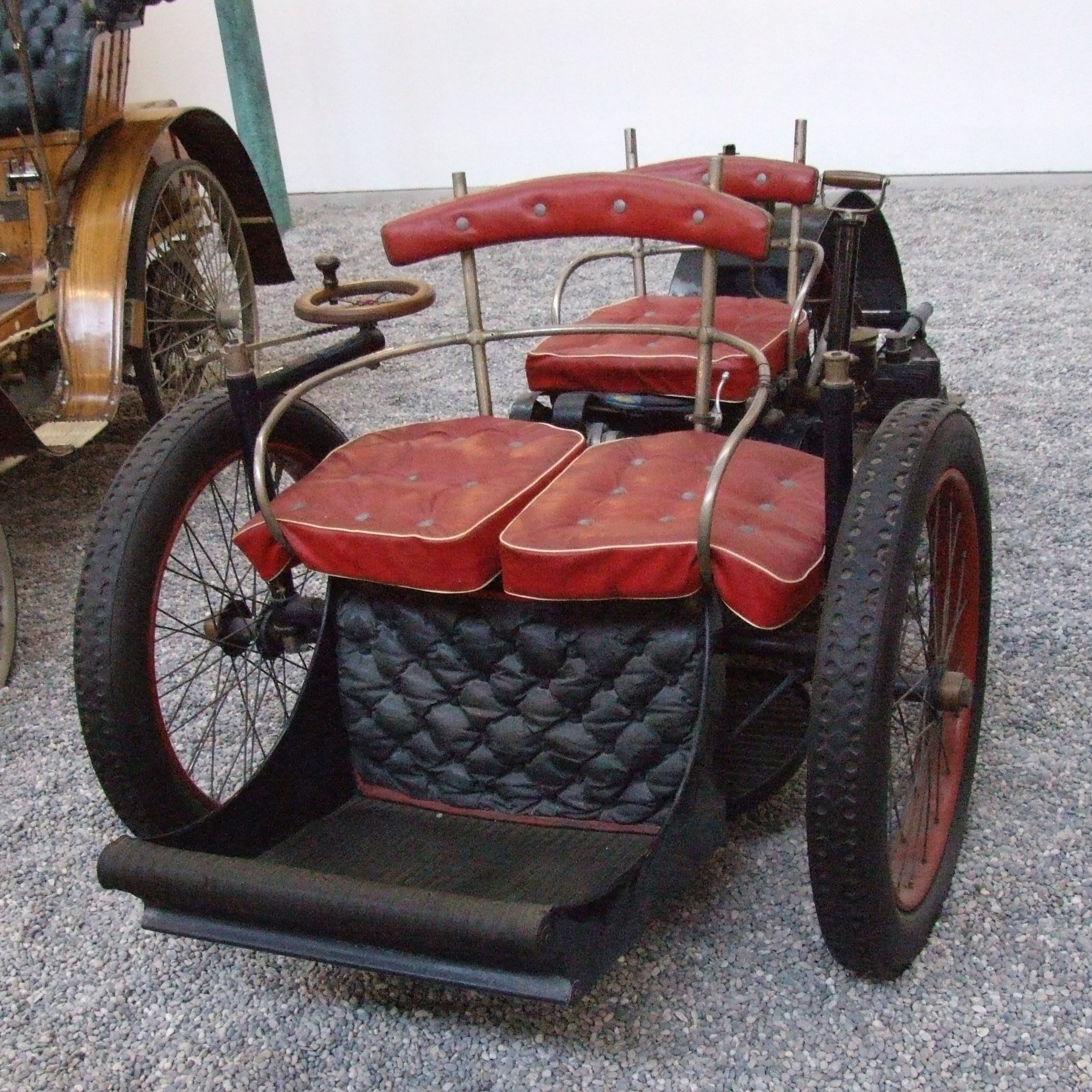
Léon Bollées begriffsgebende Voiturette 1895

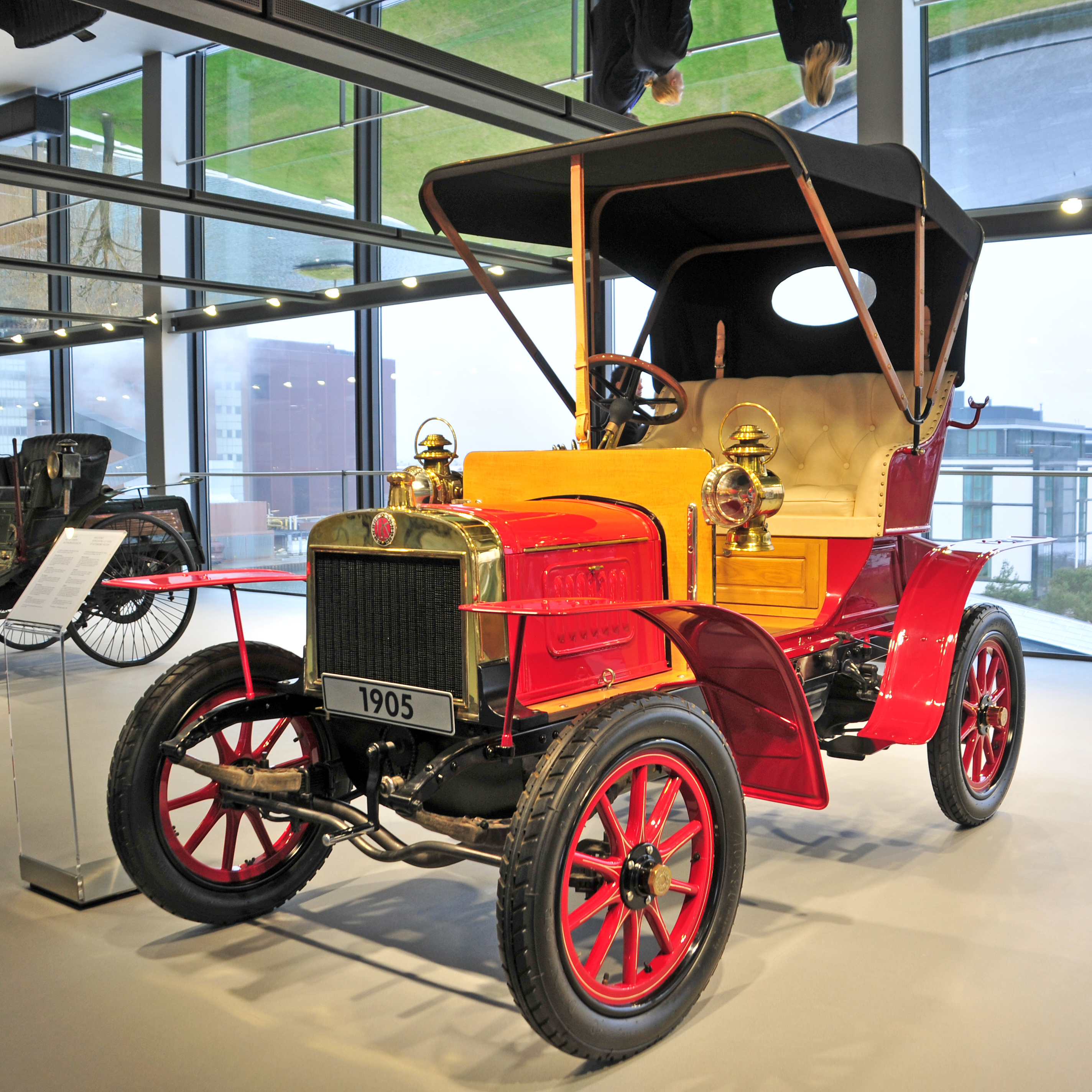
Laurin & Klement A 1905

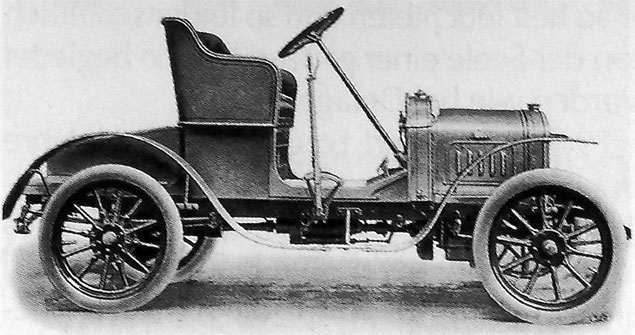
Delage Type D Voiturette von 1906

Eine Voiturette (französisch, etwa Kleinwagen) ist ein leichtes und oft sportlich ausgelegtes Automobil. Die Bezeichnung wurde 1895 von Léon Bollée erstmals für seine sportlichen, zweisitzigen Dreiräder verwendet. Diese Fahrzeugkategorie erfreute sich bis in die 1920er Jahre einiger Beliebtheit, ermöglichte sie doch auch Bevölkerungsgruppen eine  Motorisierung, die sonst keinen Zugang zum teuren Automobil hatte. Voiturettes waren leichter gebaut als Kleinwagen wie etwa der Opel Laubfrosch, Renault NN oder Austin 7 und wurden zunehmend zur sportlichen Alternative zu diesen. Die noch leichteren und kleineren Cyclecars kamen ab etwa 1912 auf und sprachen eher bisherige Motorradfahrer an. Anders als viele Cyclecars haben Voituretten keine „Tandem“-Sitzanordnung mit zwei Personen hintereinander.

## Konstruktionsarten
Die Konstruktionsarten waren sehr vielfältig. Ein gemeinsamer Nenner war die leichte Bauweise. Meistens (aber nicht immer) wurden Ein- oder Zweizylindermotoren verwendet. Zu Beginn des 20. Jahrhunderts waren die einzylindrigen Voiturettes der Firmen De Dion-Bouton, Renault oder die sportlichen Sizaire-Naudin sehr beliebt. Der damals größte Autobauer der Welt, De Dion-Bouton, belieferte etwa 150 Autohersteller in Europa und den USA mit seinen Motoren. Die meisten wurden in Voituretten verbaut.
Das erste Auto der Adlerwerke war ebenfalls eine Voiturette. Es hatte einen damals sehr fortschrittlichen vorn liegenden Motor, der Antrieb der Hinterräder erfolgte über eine Kardanwelle. Die Voiturette A war das erste in den Škoda-Werken gebaute Automobil. Die Fahrzeugfabrik Eisenach (später Automobilwerk Eisenach) begann ihre Autoproduktion mit Lizenzbauten einer französischen Voiturette, dem Wartburg-Motorwagen.
Johann Puch baute mit seiner zweiten Firmengründung (1899) nach einem Dreirad nach De Dion-Bouton ein erstes vierrädriges zweisitziges Kraftfahrzeug, die Puch Voiturette – der Prototyp von 1900 und das Kleinserien-Modell C noch ungedeckt, die Voiturette von 1906 erstmals mit textilem Klappverdeck.

## Sportwagen
Nach dem Ersten Weltkrieg gewann das Automobil schnell wieder das Interesse der Öffentlichkeit. Nun kamen den Boliden von Bugatti nachempfundene Sportwagen von Marken wie Amilcar, Hotchkiss, Salmson, Sénéchal, B.N.C. oder Rally in Mode. Solche Fahrzeuge leisteten Erstaunliches und nahmen an den härtesten Zuverlässigkeitsfahrten wie dem 24-Stunden-Rennen von Le Mans teil. Die Vorgängerserie der Formel 2 war vor dem Zweiten Weltkrieg die Voiturette-Serie. Erstmals wurde anlässlich des Rennens beim Paris–Dieppe am 24. Juli 1897 auch um einen Großen Preis für Voiturettes gefahren (Distanz 171 km).